# Otto Renner (konstnär)
Otto Edvard Renner, född 4 december 1836, död 1880, var en svensk fotograf och konstnär.
Otto Renner var bror till fotografen Gustaf Renner. Båda bröderna var döva och reste och fotograferade ofta tillsammans. Renner studerade vid Konstakademien i Stockholm 1860 och 1862-1863. Hans konst består av landskapsmotiv som han utförde som målningar eller tuschteckningar. Han har efterlämnat ett flertal bilder från Dalsland som anses ha ett stort kulturhistoriskt intresse. Han omnämns i en notering 1879 då han var intagen på ett sinnessjukhus som kringresande fotograf. Renner är representerad vid Nationalmuseum och Nordiska museet i Stockholm.